# 빌리버스 (1987년 영화)
빌리버스(The Believers)는 캐나다, 미국에서 제작된 존 슐레진저 감독의 1987년 공포 영화이다. 마틴 쉰 등이 주연으로 출연하였고 존 슐레진저 등이 제작에 참여하였다.

## 출연

### 주연
- 마틴 쉰

### 조연
- 말릭 브로웬즈
- 하비 차오
- 로버트 크로헤시
- 필립 코리
- 할리 크로스
- 라울 다빌라
- 자넷 레인 그린
- 에디 존스
- 조엔 케이
- 제프리 켈렛
- 로버트 로지아
- 리처드 마저
- 크리스틴 팩
- 칼라 핀자
- 래리 라모스
- 리 리처드슨
- 헬렌 쉐이버
- 지미 스미츠
- 엘리자베스 윌슨
- 해리스 유린

## 제작진
- 원작자: 니콜라스 콘드
- Ass-PD: 마크 프로스트
- 미술: 시몬 홀랜드
- 의상: 샤이 컨리프
- 배역: 도나 아이삭슨
- 배역: 존 S. 라이온스